# أحبني الليلة
أحبني الليلة (بالإنجليزية: Love Me Tonight)‏ هو فيلم أبيض وأسود كوميدي موسيقي أمريكي تم إصداره عام 1932 من إنتاج وإخراج روبن ماموليان، بطولة موريس شيفالييه في دور خياط يجد يتظاهر بأنه بارون من أجل جمع فاتورة كبيرة من أرستقراطي ، ليقع في حب جانيت ماكدونالد أميرة شابة، كما يقوم ببطولته تشارلز روجلز كنبل نبيل مفلس ، جنبًا إلى جنب مع تشارلز باتروورث وميرنا لوي كأعضاء في عائلته
تم اختياره للحفظ في السجل الوطني للأفلام بالولايات المتحدة من قبل مكتبة الكونغرس باعتباره "مهمًا ثقافيًا أو تاريخيًا أو جماليًا" في عام 1990.

## روابط خارجية
- أحبني الليلة  في قاعدة بيانات الأفلام على الإنترنت (بالإنجليزية)
- أحبني الليلة في قاعدة بيانات تيرنر كلاسيك موفيز للأفلام.
- أحبني الليلة (1932) في روتن توميتوز.